# Lancaster (Caroline du Sud)
Pour les articles homonymes, voir Lancaster.
La ville de Lancaster est le siège du comté de Lancaster, situé en Caroline du Sud, aux États-Unis.

## Démographie
| 1850 | 1860 | 1870 | 1880 | 1890  | 1900  |
| ---- | ---- | ---- | ---- | ----- | ----- |
| 376  | 536  | 591  | 681  | 1 094 | 1 477 |

| 1910  | 1920  | 1930  | 1940  | 1950  | 1960  |
| ----- | ----- | ----- | ----- | ----- | ----- |
| 2 098 | 3 032 | 3 545 | 4 430 | 7 159 | 7 999 |

| 1970  | 1980  | 1990  | 2000  | 2010  | - |
| ----- | ----- | ----- | ----- | ----- | - |
| 9 186 | 9 703 | 8 914 | 8 177 | 8 526 | - |